# Jolene Marie Rotinsulu
 (mars 2019).
Jolene Marie Cholock-Rotinsulu (née le 15 mai 1993 à Santa Ana, Californie, États-Unis) est une actrice, membre du comité des Jeux paralympiques internationaux indonésiens-américains, militant pour les droits des personnes handicapées, défenseur des problèmes environnementaux et sociaux en Indonésie, ainsi que randonneur et alpiniste. une reine de beauté indonésienne. Elle représente le Sulawesi du Nord à Miss Indonésie 2019 et se voit couronnée Miss Indonésie International (en) par la sortante titulaire Vania Fitryanti Herlambang. Elle représente son pays au Tokyo Dome City Hall (en), à Tokyo, le 12 novembre 2019 lors de l'élection de Miss International 2019,,,.

## Vie personnelle
Jolene Marie Rotinsulu débute jeune dans le mannequinat avec l'« Organisation Intermodels Indonésie » dans son pays natal, à Jakarta.[citation nécessaire] En décembre 2010, à l'âge de 15 ans, elle participe au concours Miss Celebrity Indonesia 2010 : c'est sa première expérience en ce qui concerne les concours de beauté,,. Jolene Marie Rotinsulu participe à des campagnes publicitaires dans des magazines tendandances et à la téléivision pour de nombreuses marques comme : KFC, Magnum, Nescafé, L'Oréal, L.A. Lights, 3,, Asus Mobile Indonesia, Matahari (department store),, Purbasari Cosmetics et Mustika Ratu (id),.

### Miss Indonésie 2019
Jolene Marie représente l'état de Sulawesi du Nord lors de la 23e édition de la Miss Universe Indonesia du 8 mars 2019, où elle participe avec 24 autres candidates représentant les différents états et régions d'Indonésie. Elle remporte ce concours, ce qui lui permet de représenter son pays à Miss International 2019, où elle finira dans le top 8.

## Filmographie
- 2010 : Para Pencari Tuhan (en) (saison 4)[21]
- 2012 : Mengejar Cinta Olga 5 (Story of Olga) de Olga Syahputra[22],[23],[24],[25],[26],[27],[28],[29]
- 2012 : 4 Kembar, 2 Raksasa & Bunda Bidadari
- 2014 : Oh Ternyata
- 2016 : I am Hope (id)[30],[31],[32]
- 2021 : Paradise Garden

## Émissions de télévision
- 2020 : Opera Van Java (id)
- 2021 - présent : Anak Sekolah (id)